# Transoxanien

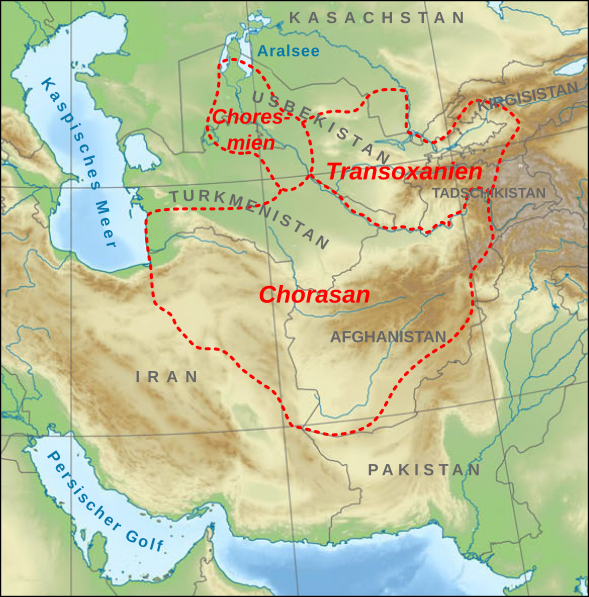
Transoxanien samt Khorasan och Khwarezm.

Transoxanien (av latinets Transoxania, "landet bortom Oxus", persiska Fararud فرارود) är området mellan floderna Oxus (Amu-Darja) och Jaxartes (Syr-Darja) i Centralasien. Området motsvarar ungefär dagens Uzbekistan samt delar av Turkmenistan, Tadzjikistan och Kazakstan. Inom området finns bland annat städerna Buchara och Samarkand.
År 329 f.Kr erövrade Alexander den store området och under ett par år var Balkh i nuvarande Afghanistan i praktiken hans huvudstad. Genom Alexander och de grekiskättade härskarna som tog över efter hans död blev området starkt påverkat av hellenistisk kultur. Åren 250–135 f.Kr. ingick området i det grekisk-baktriska riket, vars kungar omvändes till buddhismen. Under denna tid skedde ett fruktbart kulturmöte mellan hellenistisk och buddhistisk kultur.

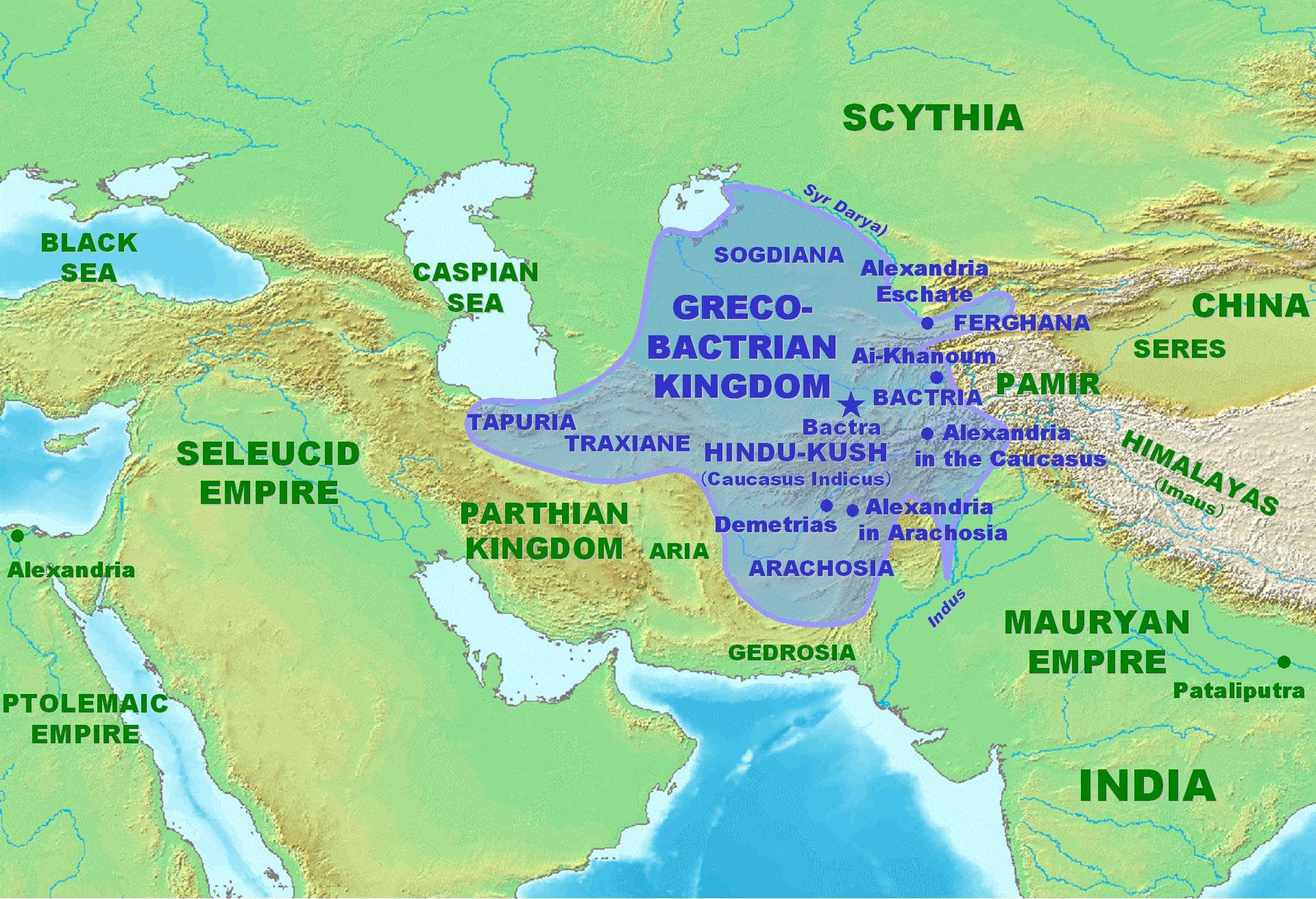
Det grekisk-baktriska kungariket i sin största utsträckning cirka 180 f.Kr.

På medeltiden var området ett viktigt centrum för muslimsk kultur. På 1400-talet var det centrum för timuridernas rike. Under 1800-talet pågick det som har kallats "det stora spelet", en kamp mellan Storbritannien och Ryssland om herraväldet över Centralasien. Afghanistan, som från 1880 var ett brittiskt protektorat, behärskade en del av området norr om Amu-Darja men 1885 fastställdes att gränsen mellan Ryssland och Afghanistan gick utefter floden.
Det område som benämns Transoxanien sammanfaller helt eller delvis med regionen och den forna persiska provinsen Sogdiana.[källa behövs]